# Thái Quang Trung
Thái Quang Trung (1944 – 7 tháng 6 năm 2013). Ông là một học giả lớn của Việt Nam và ASEAN đồng thời là chủ tịch danh dự quỹ FOF (Foundation Of the Future).

## Cuộc đời
Ông sinh năm 1944 tại Đồng Hới, Quảng Bình.
Ngày 07 tháng 06 năm 2013, Giáo sư Thái Quang Trung đã đột ngột qua đời vì chứng nhồi máu cơ tim khi đang trên đường thực hiện chương trình quốc gia của Bộ Tài nguyên –Môi trường tại Đà Nẵng.
Ngày 09 tháng 06 năm 2013, Ông được an táng tại nghĩa trang Thành phố Huế.

## Đóng góp
Giáo sư Thái Quang Trung được chương trình Môi trường Liên Hợp Quốc (UNEP) giao phó nhiều trọng trách trong kiến thiết các lĩnh vực cho sự phát triển hài hòa và bền vững, đó là kinh tế xanh, tăng trưởng xanh nhằm mang đến thịnh vượng, hạnh phúc cho con người. Giáo sư Trung đã có công đóng góp cho những công trình nghiên cứu có tầm toàn cầu như thiết kế và thực hiện nhiều chương trình hợp tác kỹ thuật phát triển về luật và bảo vệ môi trường, biến đổi khí hậu và kinh tế xanh với tư cách điều phối viên, tư vấn khu vực của Quỹ Hanns Seidel của CHLB Đức. 
Đối với Việt Nam, ông Thái Quang Trung đã bỏ nhiều công sức trong việc hợp tác với các tổ chức quốc tế và khu vực, đặc biệt với rất nhiều bộ ngành, địa phương của Việt Nam với mong muốn hiện thực triển vọng đưa Việt Nam trở thành một mẫu mực của kinh tế xanh – tăng trưởng xanh.

## Đánh giá
"Có thể nói rằng Thái Quang Trung là người Việt Nam hàng đầu có tầm nhìn khoa học nhân văn nhất về chiến lược kinh tế xanh ở Việt Nam. Ông nỗ lực hết mình vận động các nhà hoạch định chính sách, các nhà khoa học, các nhà giáo dục cũng như các lãnh đạo địa phương chuyển hướng phát triển kinh tế nâu qua kinh tế xanh. Tất cả các dự án giúp cho các tỉnh ở Việt Nam đều có dấu ấn thông điệp mạnh mẽ của ông về kinh tế xanh ấy."_Đặng Lê Nguyên Vũ, Báo Thanh Niên.
".. Với nhận thức tiềm năng thiên nhiên và văn hóa của ĐBSCL, ông (GS Thái Quang Trung) đã đưa ra ý tưởng hình thành nhóm "Mekong 21" từ đầu năm 2013 với khẩu hiệu "Phát triển xanh ĐBSCL vì nguồn thực phẩm cho thế giới"_Doãn Mạnh Dũng, Báo Người Lao động Điện tử.